# Поремба-Дзержна
Поремба-Дзержна (пол. Poręba Dzierżna) — село в Польщі, у гміні Вольбром Олькуського повіту Малопольського воєводства.
Населення — 770 осіб (2011).
У 1975-1998 роках село належало до Катовицького воєводства.

## Демографія
Демографічна структура станом на 31 березня 2011 року:
|          | Загалом | Допрацездатний вік | Працездатний вік | Постпрацездатний вік |
| -------- | ------- | ------------------ | ---------------- | -------------------- |
| Чоловіки | 375     | 70                 | 243              | 62                   |
| Жінки    | 395     | 75                 | 215              | 105                  |
| Разом    | 770     | 145                | 458              | 167                  |